# Woburn, Bedfordshire
Woburn este un oraș în comitatul Bedfordshire, regiunea East of England, Anglia. Orașul aparține districtului Mid Bedfordshire.